# Hypsipetes
Hypsipetes és un dels gèneres d'ocells, de la família dels picnonòtids (Pycnonotidae).

## Llistat d'espècies
Segons la classificació del Congrés Ornitològic Internacional 13.2 (2023), aquest gènere conté 25 espècies:
- Hypsipetes affinis - Bulbul becllarg cuadaurat.
- Hypsipetes platenae - Bulbul becllarg de les Sangihe.
- Hypsipetes aureus - Bulbul becllarg de les Togian.
- Hypsipetes harterti - Bulbul becllarg de les Banggai.
- Hypsipetes longirostris - Bulbul becllarg de les Sula.
- Hypsipetes chloris - Bulbul becllarg de Halmahera.
- Hypsipetes lucasi - Bulbul becllarg de l'illa d'Obi.
- Hypsipetes mysticalis - Bulbul becllarg de Buru.
- Hypsipetes catarmanensis - Bulbul de Camiguin.
- Hypsipetes crassirostris - Bulbul fumat de les Seychelles.
- Hypsipetes borbonicus - Bulbul fumat de la Reunió.
- Hypsipetes olivaceus - Bulbul fumat de l'illa de Maurici.
- Hypsipetes madagascariensis - Bulbul fumat de Madagascar.
- Hypsipetes parvirostris - Bulbul fumat de les Comores.
- Hypsipetes leucocephalus - Bulbul negre.
- Hypsipetes ganeesa - Bulbul fumat dels Ghats.
- Hypsipetes philippinus - Bulbul de les Filipines
- Hypsipetes mindorensis - Bulbul de Mindoro.
- Hypsipetes guimarasensis - Bulbul de les Visayas.
- Hypsipetes rufigularis - Bulbul gorja-rogenc.
- Hypsipetes siquijorensis - Bulbul pit-ratllat.
- Hypsipetes everetti - Bulbul d'Everett
- Hypsipetes amaurotis - Bulbul d'orelles brunes.
- Hypsipetes moheliensis - Bulbul fumat de Moheli.
- Hypsipetes thompsoni - Bulbul capblanc.

Tanmateix, el Handook of the Birds of the World i la quarta versió de la BirdLife International Checklist of the birds of the world (desembre 2019), compten que Hypsipetes té 24 espècies, car consideren les següents divergències taxonòmiques:
- El Bulbul de Mindoro i el Bulbul de les Visayas es consideren subespècies del Bulbul de les Filipines (H. philippinus mindorensis i H. philippinus guimarasensis, respectivament)
- Una subespècie del bulbul d'Everett (H. everetti haynaldi) és considerat una espècie separada: 
- Hypsipetes haynaldi - bulbul de les Sulu.